# Голяма риба гущер
Големите риби гущери (Saurida tumbil) са вид актиноптери от семейство Риби гущер (Synodontidae).
Те са незастрашен вид.
Таксонът е описан за пръв път от Маркус Елиезер Блох през 1795 година.